# Annie Louise Cary

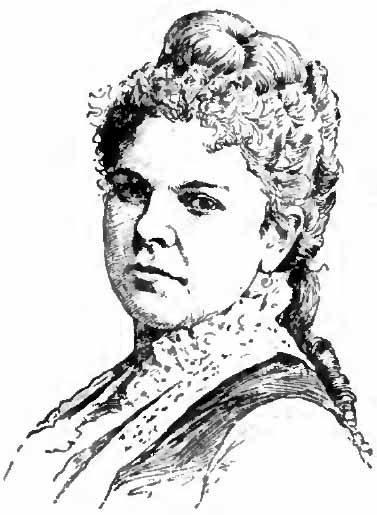
Annie Louise Cary

Annie Louise Cary (* 22. Oktober 1842 in Wayne, Maine; † 3. April 1921 in Norwalk, Connecticut) war eine US-amerikanische Opernsängerin mit einer dramatischen Stimme, die drei Oktaven umfasste und die für eine Dekade die bedeutendste amerikanische Mezzosopranistin war.

## Leben
Annie Louise Cary war Tochter von Nelson Howard Cary und seiner Frau Maria Stockbridge. Nach dem Besuch der lokalen Schule studierte sie bis 1862 am Female Seminary in Gorham, Maine. Von 1859 bis 1865 war sie in Portland, später in Boston Schülerin von J. Q. Wetherbee und Lyman Wheeler. Sie ging im Jahr 1866 nach Italien, um sich in Mailand als Opernsängerin ausbilden zu lassen. Dort studierte sie bei Giovanni Corsi bis zum Januar 1868.

## Laufbahn

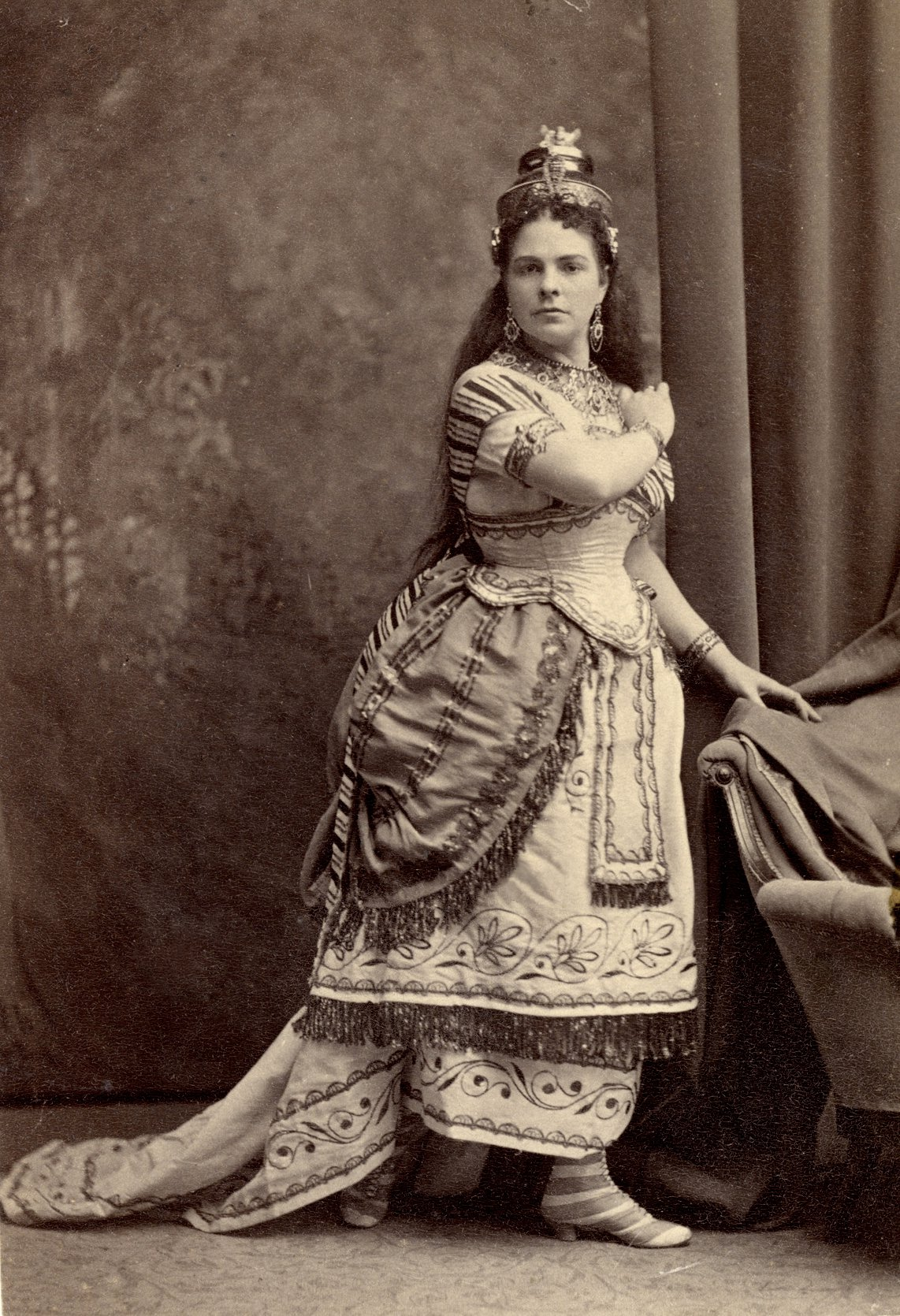
Annie Louise Cary

Im Jahr 1868 ging sie nach Kopenhagen und unter der Leitung von Achille Lorini hatte sie ihr erstes Engagement als Azucena in der Oper Il trovatore. Im darauf folgenden Winter hatte sie Auftritte in Kopenhagen und Göteborg. Danach ging sie nach Baden-Baden, um dort bei Pauline Viardot-García Unterricht zu nehmen. Im Herbst des Jahres 1869 hatte sie ein Engagement an der Stockholm unter der Leitung von Ferdinand Strakosch. Zwei Monate später folgte ein Engagement an der Königlichen Oper, wo sie ihren Part auf Italienisch sang, im Gegensatz zu den schwedischen Sängern, die Schwedisch sangen.
Den Sommer verbrachte sie in Paris und studierte bei Giovanni Bottesini. Den folgenden Herbst verbrachte sie in Brüssel und sang an der dortigen Oper. Dort schloss sie auch ein Engagement mit Maurice und Max Strakosch, das sie die nächsten drei Jahre in die Vereinigten Staaten führte.
Den Winter 1869 bis 1870 verbrachte sie in Paris und den Frühling in London und hatte Auftritte am Theatre Royal Drury Lane. Im September 1870 kehrte sie nach Amerika zurück und hatte ihr Debüt in der Steinway Hall in New York City. Im Jahr 1873 sang sie bei der amerikanischen Erstaufführung von Giuseppe Verdis Aida den Part der Amneris in der Academy of Music. Als erste in Amerika geborene Sängerin sang sie im Jahr 1877 eine Wagnerpartie mit der Ortrud aus der Oper Lohengrin.
Zwölf Jahre lang folgten Engagements für Opern und Konzerte. Sie trat mit Carlotta Patti, Emma Albani und anderen auf. Im Winter von 1875 bis 1876 hatte sie Auftritte in Moskau und Sankt Petersburg und in der Wiener Staatsoper. Diese Auftritte wiederholte sie im darauffolgenden Winter.
Annie Louise Cary hatte Auftritte auf allen größeren Konzerten und Festivals, sie sang in New York, Boston, Cincinnati, Chicago und Worcester.

## Ehe und späteres Leben
Ihre Bühnenkarriere beendete sie im Jahr 1880 und ihre Konzerttätigkeit im Jahr 1881, nachdem sie wegen einer Stimmkrise mehrere Konzerte absagen musste.
Am 29. Juni 1882 heiratete sie Charles Monson Raymond aus New York City. Seither sang sie nur noch privat und für wohltätige Zwecke, obwohl sie gelegentlich den Chor in der Kirche unterstützte.